# The System Has Failed
Albums de Megadeth
The World Needs a Hero
(2001) United Abominations
(2007)
The System Has Failed est le 10e album studio du groupe Megadeth, édité par le label Sanctuary Records le 14 septembre 2004.
Produit par Jeff Balding et Dave Mustaine, mixé par Jeff Balding. The System Has Failed marque la reformation du groupe, qui s'était séparée deux ans plus tôt. Beaucoup y ont vu un retour du groupe vers ses racines speed/thrash metal, qui en sont parsemées çà et là sans être omniprésentes. Cet album voit également le retour du guitariste Chris Poland (présent sur les deux premiers albums du groupe) qui a enregistré plusieurs solos de guitare.
Le titre de l'album est une référence au système américain et, à plus large échelle, au système occidental. Mustaine y dénonce au travers des paroles de l'album toutes les failles du système américain, le système scolaire par exemple. L'album s'est classé à la 18e position au Billboard 200 le 2 octobre 2004 et est resté classé cinq semaines dans les charts. Le single Die Dead Enough a atteint la 21e position au Mainstream Rock Tracks chart et Of Mice and Men à la 39e position dans ce même classement.

## Composition pour l'enregistrement
- Dave Mustaine - chants, guitare rythmique & guitare solo
- Chris Poland - guitare solo
- Jimmie Lee Sloas - basse
- Vinnie Colaiuta - batterie
- Eric Darken - percussions
- Tim Akers - claviers (pistes 1; 7 - 12).
- Charlie Judge - claviers (pistes 2, 4 & 5).
- Jonathan Yudkin - cordes (pistes 4, 5 & 9), banjo (piste 8).

## Liste des titres
Toutes les pistes ont été écrites par Dave Mustaine, sauf indication.
| No | Titre                  | Durée |
| -- | ---------------------- | ----- |
| 1. | Blackmail the Universe | 4:33  |
| 2. | Die Dead Enough        | 4:18  |
| 3. | Kick The Chair         | 3:57  |
| 4. | The Scorpion           | 5:59  |
| 5. | Tears in a Vial        | 5:21  |
| 6. | I Know Jack            | 0:40  |

| No  | Titre                  | Durée |
| --- | ---------------------- | ----- |
| 7.  | Back in the Day        | 3:27  |
| 8.  | Something That I'm Not | 5:07  |
| 9.  | Truth Be Told          | 5:40  |
| 10. | Of Mice and Men        | 4:04  |
| 11. | Shadow of Deth         | 2:15  |
| 12. | My Kingdom             | 3:03  |

| 13. | Strange Ways (reprise de Kiss) | Ace Frehley | Ace Frehley | 3:13 |

## Charts
| Pays        | Chart                   | Meilleure position | Total semaine | Réf    |
| ----------- | ----------------------- | ------------------ | ------------- | ------ |
| États-Unis  | Billboard 200           | 18                 | 5             | [ 2 ]  |
| Canada      | Canadian Albums Chart   | 10                 | 1             | [ 2 ]  |
| Royaume-Uni | UK Albums Chart         | 60                 | 1             | [ 4 ]  |
| Royaume-Uni | UK Rock and Metal Chart | 1                  | -             | [ 5 ]  |
| Suisse      | Swiss Music Charts      | 57                 | 2             | [ 6 ]  |
| Autriche    | Ö3 Austria Top 40       | 43                 | 2             | [ 7 ]  |
| (Nl)        | Ultratop                | 89                 | 2             | [ 8 ]  |
| (Fr)        | Ultratop                | 95                 | 1             | [ 9 ]  |
| Finlande    | Mitä hittiä             | 12                 | 3             | [ 10 ] |
| France      | SNEP                    | 28                 | 4             | [ 11 ] |
| Danemark    | Tracklisten             | 38                 | 1             | [ 12 ] |
| Pays-Bas    | MegaCharts              | 32                 | 4             | [ 13 ] |
| Norvège     | VG-lista                | 34                 | 1             | [ 14 ] |
| Suède       | Sverigetopplistan       | 14                 | 2             | [ 15 ] |